# Ebbenhouten Schoen 2000
De verkiezing van de Ebbenhouten Schoen 2000 werd op 8 mei 2000 gehouden. Nzelo Lembi won de Belgische voetbaltrofee voor de eerste keer. De Congolees kreeg de trofee uit handen van Alain Courtois.

## Winnaar
Nzelo Lembi speelde al 8 seizoenen in België toen hij in 2000 de Ebbenhouten Schoen in ontvangst mocht nemen. De centrale verdediger brak door bij KSC Lokeren, maar bewees bij blauw-zwart dat hij tot de top in België behoorde. In 2000 werd hij met Club Brugge vicekampioen. Hij was dat seizoen samen met Gert Verheyen een van de sterkhouders geweest bij Club. Zijn ex-ploegmaat Elos Elonga-Ekakia werd tweede in het referendum.

## Uitslag
| Nr. | Land                    | Naam                | Club(s)        | Punten |
| --- | ----------------------- | ------------------- | -------------- | ------ |
| 1.  | Vlag van Congo-Kinshasa | Nzelo Lembi         | Club Brugge    | 170    |
| 2.  | Vlag van Congo-Kinshasa | Elos Elonga-Ekakia  | RSC Anderlecht | 117    |
| 3.  | Vlag van Guinee         | Souleymane Youla    | KSC Lokeren    | 70     |
| 4.  | Vlag van Senegal        | Khalilou Fadiga     | Club Brugge    | 60     |
| 5.  | Vlag van Congo-Kinshasa | Maboula Ali Lukunku | Standard Luik  | 51     |

1992 · 1993 · 1994 · 1995 · 1996 · 1997 · 1998 · 1999 · 2000 · 2001 · 2002 · 2003 · 2004 · 2005 · 2006 · 2007 · 2008 · 2009 · 2010 · 2011 · 2012 · 2013 · 2014 · 2015 · 2016 · 2017 · 2018 · 2019 · 2020 · 2021 · 2022 · 2023 · 2024